# ورجینس (ورمانت)
ورجینس، ورمانت (به انگلیسی: Vergennes, Vermont) یک سکونتگاه مسکونی در ایالات متحده آمریکا است که در شهرستان آدیسون، ورمانت واقع شده‌است.

## خصوصیات
ورجینس ۶٫۵ کیلومترمربع مساحت و ۲٬۵۸۸ نفر جمعیت دارد و ۵۹ متر بالاتر از سطح دریا واقع شده‌است.